# Bois maigre
Nuxia verticillata
Espèce
Classification APG III (2009)

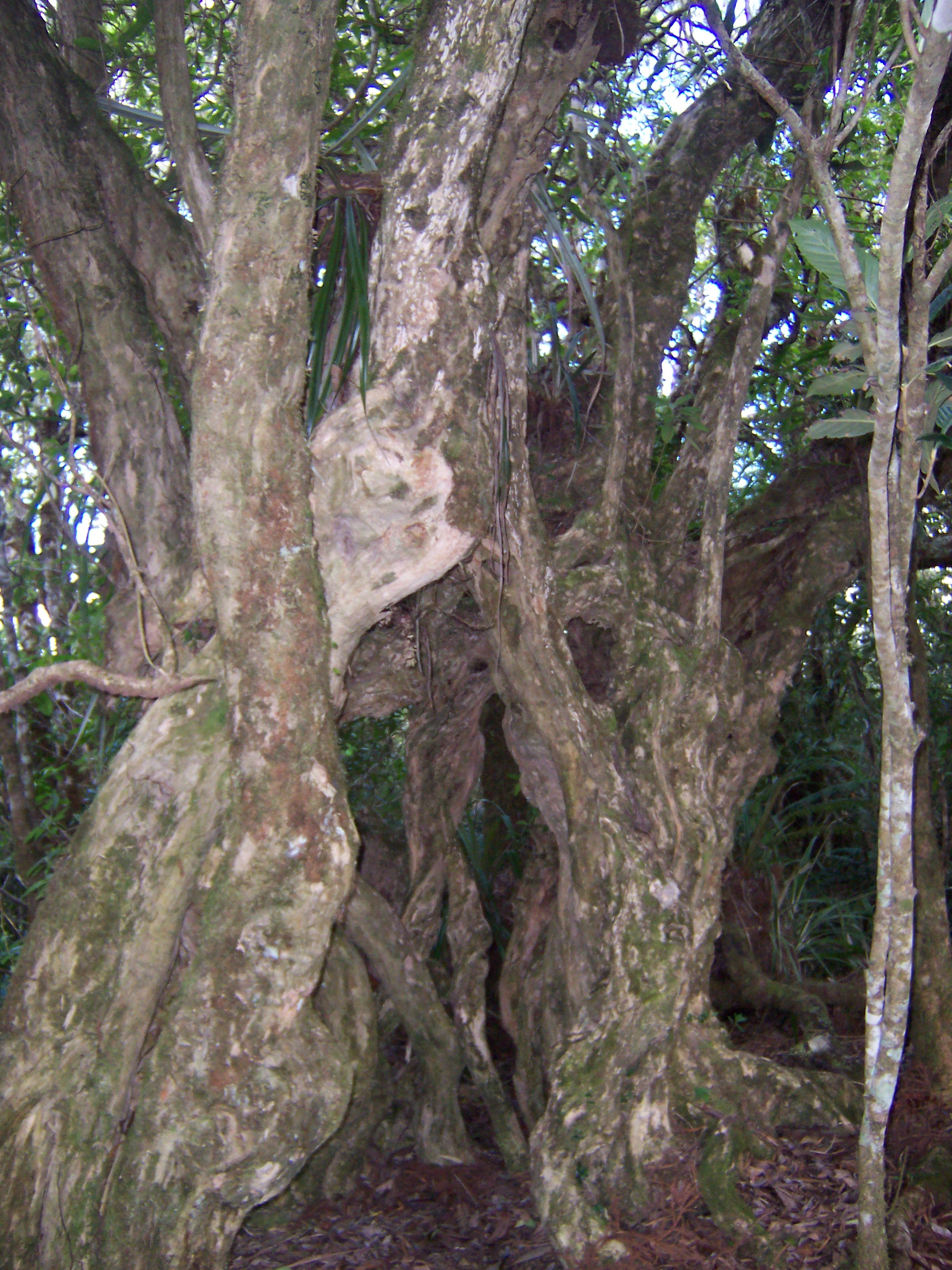
Le tronc torturé et crevassé caractéristique du Bois maigre

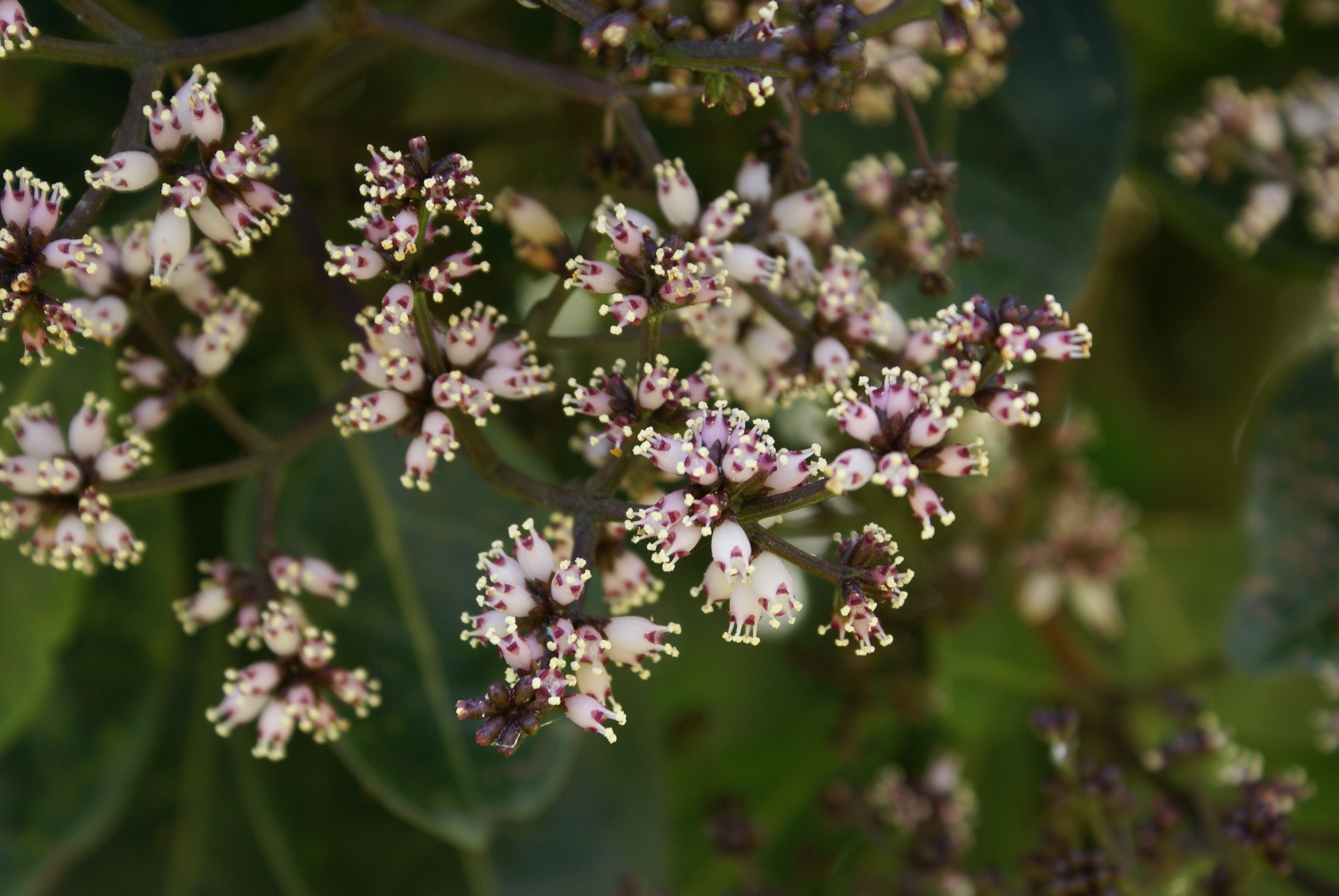
Fleurs de Bois maigre

Le Bois maigre (Nuxia verticillata) est une espèce d'arbre apparentée aux Buddleja,  endémique de l'île Maurice et de l'île de La Réunion, dans l'océan Indien.
Au gré des différentes classifications, l'espèce a été rattachée aux familles des loganiacées, des buddleiacées, des stilbacées ou des scrofulariacées.
Le Bois maigre doit son nom à l'aspect torturé et crevassé du tronc, qui évoque la saillie des côtes chez une personne maigre. Les feuilles, entières et lisses, sont généralement verticillées par trois. La floraison de couleur mauve et délicatement parfumée est souvent abondante. L'espèce est assez courante dans les forêts de La Réunion et présente à tous les étages de végétation.